# Liste der denkmalgeschützten Objekte in Dlouhý Újezd
Grundlage dieser Liste der denkmalgeschützten Objekte in Dlouhý Újezd ist die ÚSKP-Liste (Ústřední seznam kulturních památek České republiky, deutsch Zentrale Liste der Kulturdenkmäler der Tschechischen Republik), die von der tschechischen Denkmalschutzbehörde NPÚ (Národní památkový ústav, deutsch Nationale Denkmalbehörde) seit 1987 geführt wird und an die seit dem Jahr 1850 geschaffenen Listen anschließt.

## Denkmalgeschützte Objekte nach Ortsteilen

### Dlouhý Újezd
| Lage                       | Objekt           | Beschreibung | ÚSKP-Nr.                  | Bild |
| -------------------------- | ---------------- | ------------ | ------------------------- | ---- |
| Dlouhý Újezd 12 (Standort) | Bauernhof Nr. 12 | Bauernhof    | 50159/4-5184 Info Katalog | BW   |